# Lávka
Lávka (Lafka) är en ort i Grekland.   Den ligger i prefekturen Nomós Korinthías och regionen Peloponnesos, i den södra delen av landet, 120 km väster om huvudstaden Aten. Lávka ligger 881 meter över havet och antalet invånare är 362.
Terrängen runt Lávka är bergig söderut, men norrut är den kuperad. Runt Lávka är det mycket glesbefolkat, med 4 invånare per kvadratkilometer. Närmaste större samhälle är Mánna, 19,3 km nordost om Lávka. 